# Lion (Schokoriegel)
Lion (französisch und englisch für „Löwe“) ist eine Marke für einen Schokoriegel von Nestlé, der hauptsächlich aus Karamell (34,2 %) und Knuspergetreide (9 %) besteht und mit Milchschokolade (38,7 %) überzogen ist.
Er wurde in den 1970er Jahren vom britischen Süßwarenhersteller Rowntree’s entwickelt, der seit 1988 zu Nestlé gehört. Er kam zuerst unter dem Namen „tam“ in einer gelb-roten Verpackung auf den Markt. Später wurde „tam“ vom Markt genommen und erst einige Jahre später kurz vor der Übernahme von Rowntree’s durch Nestlé unter dem Namen „Lion“ wieder auf den Markt gebracht.
Weiterhin ist ein Lion 2GO-Riegel im Angebot, der aus Erdnüssen, Rosinen, Cranberries, Knusperreis und Milchschokolade besteht.
Es ist auch eine Variante mit weißer Schokolade und eine mit Erdnüssen erhältlich.

## Zutaten und Nährwerte

### Zutaten
Zutatenliste (im Jahr 2020): Glukose-Fruktose-Sirup, Zucker, Weizenmehl, gezuckerte Kondensmilch (Vollmilch, Zucker), Kakaobutter, Palmfett, Vollmilchpulver, Kakaomasse, Molkenerzeugnis, Maltodextrin, Magermilchpulver, Weizenstärke, Emulgator (Sonnenblumenlecithine), Salz, Backtriebmittel (Natriumcarbonate), karamellisierter Zucker, natürliches Vanillearoma, Verdickungsmittel (Carrageen). Kann Spuren von Erdnüssen, Nüssen und Soja enthalten.

### Nährwerte
Als Nährwerte sind angegeben: (pro 100 g):
| Gehalt                          | je 100 g   |
| ------------------------------- | ---------- |
| Energie (kJ/kcal)               | 2023 / 483 |
| Fett (g)                        | 22,8       |
| davon gesättigte Fettsäuren (g) | 11,8       |
| Kohlenhydrate (g)               | 64,7       |
| davon Zucker (g)                | 43,8       |
| Ballaststoffe (g)               | 1,5        |
| Eiweiß (g)                      | 5,5        |
| Salz (g)                        | 0,46       |